# Перледо
Перледо (итал. Perledo) — коммуна в Италии, располагается в регионе Ломбардия, в провинции Лекко.
Население составляет 874 человека (2008 г.), плотность населения составляет 73 чел./км². Занимает площадь 12 км². Почтовый индекс — 23828. Телефонный код — 0341.
Покровителем коммуны почитается святой Мартин Турский, празднование 11 сентября.

## Демография
Динамика населения:

## Администрация коммуны
- Официальный сайт: https://web.archive.org/web/20060508083045/http://www.comune.perledo.lc.it/

## Известные уроженцы и жители
- Джино Негри — композитор.